# 6007 Billevans
6007 Billevans eller 1990 BE2 är en asteroid i huvudbältet som upptäcktes den 28 januari 1990 av de båda japanska astronomerna Seiji Ueda och Hiroshi Kaneda i Kushiro. Den är uppkallad efter den amerikanske jazzpianisten Bill Evans.